# رنين بزرغ (غوهران)
رنين بزرغ (بالفارسية: رنین بزرگ) هي قرية تقع في إيران في Gowharan Rural District. يقدر عدد سكانها بـ 248 نسمة بحسب إحصاء 2016.